# Beniamin (Fiedczenkow)
Beniamin, imię świeckie Iwan Afanasjewicz Fiedczenkow (ur. 31 sierpnia?/12 września 1880 w guberni tambowskiej, zm. 4 października 1961 w Pieczorach) – rosyjski biskup prawosławny.

## Życiorys

### Działalność w Rosji
W 1903 ukończył seminarium duchowne w Tambowie. W 1907 uzyskał natomiast tytuł kandydata nauk teologicznych w Petersburskiej Akademii Duchownej. 26 listopada 1907 złożył wieczyste śluby zakonne, 3 grudnia przyjął święcenia diakońskie, zaś 10 grudnia – kapłańskie. W latach 1908–1910 pełnił funkcję osobistego sekretarza arcybiskupa fińskiego i wyborskiego Sergiusza. W 1910 podjął pracę wykładowcy w Petersburskiej Akademii Duchownej, zaś w 1911 inspektora tejże uczelni.
21 grudnia 1911 został rektorem Taurydzkiego Seminarium Duchownego z siedzibą w Symferopolu, od 26 grudnia tego samego roku jako archimandryta. W latach 1913–1917 pełnił analogiczne zadania w seminarium w Twerze. W 1919 został wykładowcą Uniwersytetu Taurydzkiego w katedrze teologii.
10 lutego 1919 został wyświęcony na biskupa sewastopolskiego, wikariusza eparchii taurydzkiej. W chirotonii jako konsekratorzy wzięli udział arcybiskup taurydzki Dymitr (Abaszydze) oraz biskupi Warłaam (Riaszencew), Nestor (Anisimow) oraz Gabriel (Czepur). Poparł ruch Białych w czasie rosyjskiej wojny domowej. Brał udział w organizacji Tymczasowego wyższego zarządu cerkiewnego na południowym wschodzie Rosji. Po klęsce armii gen. Wrangla emigrował i zamieszkiwał kolejno w Stambule, Bułgarii i Serbii.

### Działalność emigracyjna
Był inicjatorem powstania Tymczasowego Wyższego Zarządu Rosyjskiego Kościoła Prawosławnego poza granicami Rosji. Struktura ta miała podlegać patriarsze Konstantynopola na prawach Kościoła autonomicznego i roztaczać opiekę duchową nad prawosławną białą emigracją. Instytucja ta przerodziła się następnie w Rosyjski Kościół Prawosławny poza granicami Rosji. Sam zamieszkał na stałe w Serbii, tworząc 25-osobową rosyjską wspólnotę monastyczną przy klasztorze Petkovica. W latach 1923–1924 działał na Zakarpaciu. W 1924 wrócił do Serbii, nadal działając w środowisku rosyjskiej emigracji.
W 1925 metropolita Eulogiusz (Gieorgijewski) zaprosił go do Paryża, w charakterze wykładowcy Instytutu św. Sergiusza w Paryżu. Przebywał tam przez dwa lata, po czym wrócił do Serbii, nie chcąc angażować się w spory między kierowanym przez Eulogiusza Zachodnioeuropejskim Egzarchatem Rosyjskiego Kościoła Prawosławnego i zwierzchnikiem Rosyjskiego Kościoła Prawosławnego poza granicami Rosji metropolitą Antonim. Nie powiodła się również próba powrotu do Związku Radzieckiego, jaką podjął. Po krótkim ponownym pobycie w Serbii w 1927 zadeklarował powrót w jurysdykcję Patriarchatu Moskiewskiego. Powrócił do Francji, gdzie zamierzał na nowo podjąć współpracę z metropolitą Eulogiuszem. Dowiedział się jednak, że ten ostatni, po sporze z locum tenens Patriarchatu Moskiewskiego metropolitą Sergiuszem, przeszedł w jurysdykcję Patriarchatu Konstantynopolitańskiego. W związku z tym biskup Beniamin zaczął organizować we Francji parafie, które zachowały jurysdykcję Rosyjskiego Kościoła Prawosławnego. W 1931 został proboszczem nowo powstałej parafii Trzech Świętych Hierarchów w Paryżu. 19 kwietnia 1932 podniesiony do godności arcybiskupiej.
W 1933 metropolita Sergiusz skierował go do Stanów Zjednoczonych w celu dokonania oceny sytuacji kanonicznej archieparchii amerykańskiej (zwanej Metropolią), która w 1924 jednostronnie ogłosiła autonomię, zaś w 1927 zwróciła się o jej akceptację przez Patriarchat Moskiewski. Następnie Sergiusz mianował arcybiskupa Beniamina patriarszym egzarchą w Ameryce. W Metropolii doszło do podziału. Część parafii zgłosiła akces do egzarchatu powołanego przez Sergiusza, część włączyła się do eparchii północnoamerykańskiej Rosyjskiego Kościoła Prawosławnego poza granicami Rosji, jednak zdecydowana większość uważała za prawowitego metropolitę jedynie Platona (Rożdiestwienskiego), w kontrowersyjnych okolicznościach usuniętego z urzędu w 1924.
Arcybiskup Beniamin otrzymał jako egzarcha tytuł arcybiskupa Aleutów i Ameryki Północnej; od 14 lipca 1938 był metropolitą. W 1945 przyjechał do Moskwy na Sobór Lokalny Rosyjskiego Kościoła Prawosławnego. 30 lipca 1946 otrzymał obywatelstwo ZSRR.

### W Związku Radzieckim
21 sierpnia 1947 objął zarząd eparchii ryskiej. W 1951 został przeniesiony na katedrę rostowską i nowoczerkaską, zaś w 1955 – saratowską i bałaszowską (po reorganizacji eparchii w 1957 – saratowską i wolską). W 1958 odszedł w stan spoczynku i zamieszkał w Monasterze Pskowsko-Pieczerskim, gdzie zmarł w 1961.